# Placas de identificação de veículos no Panamá

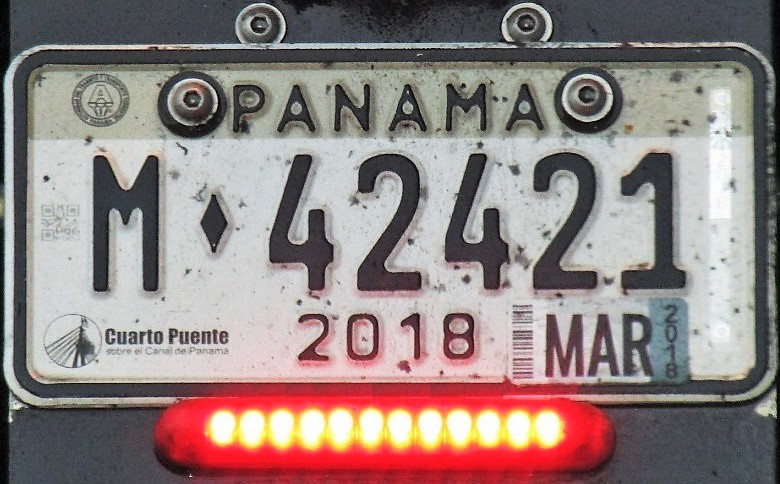
Placa de motocicleta panamenha emitida em 2018

As placas de identificação de veículos no Panamá são a forma pela qual o país centro-americano faz o registro de seus veículos. As placas são tradicionalmente produzidas no padrão norte-americano de 12 × 6 polegadas (300 × 152 mm).
Todos os veículos são obrigados a exibir placas na dianteira e na traseira. Curiosamente, os táxis no Panamá também precisam exibir placas nas laterais. Isso geralmente não é feito com placas de metal, mas com um grande decalque em adesivo da placa.

## Galeria

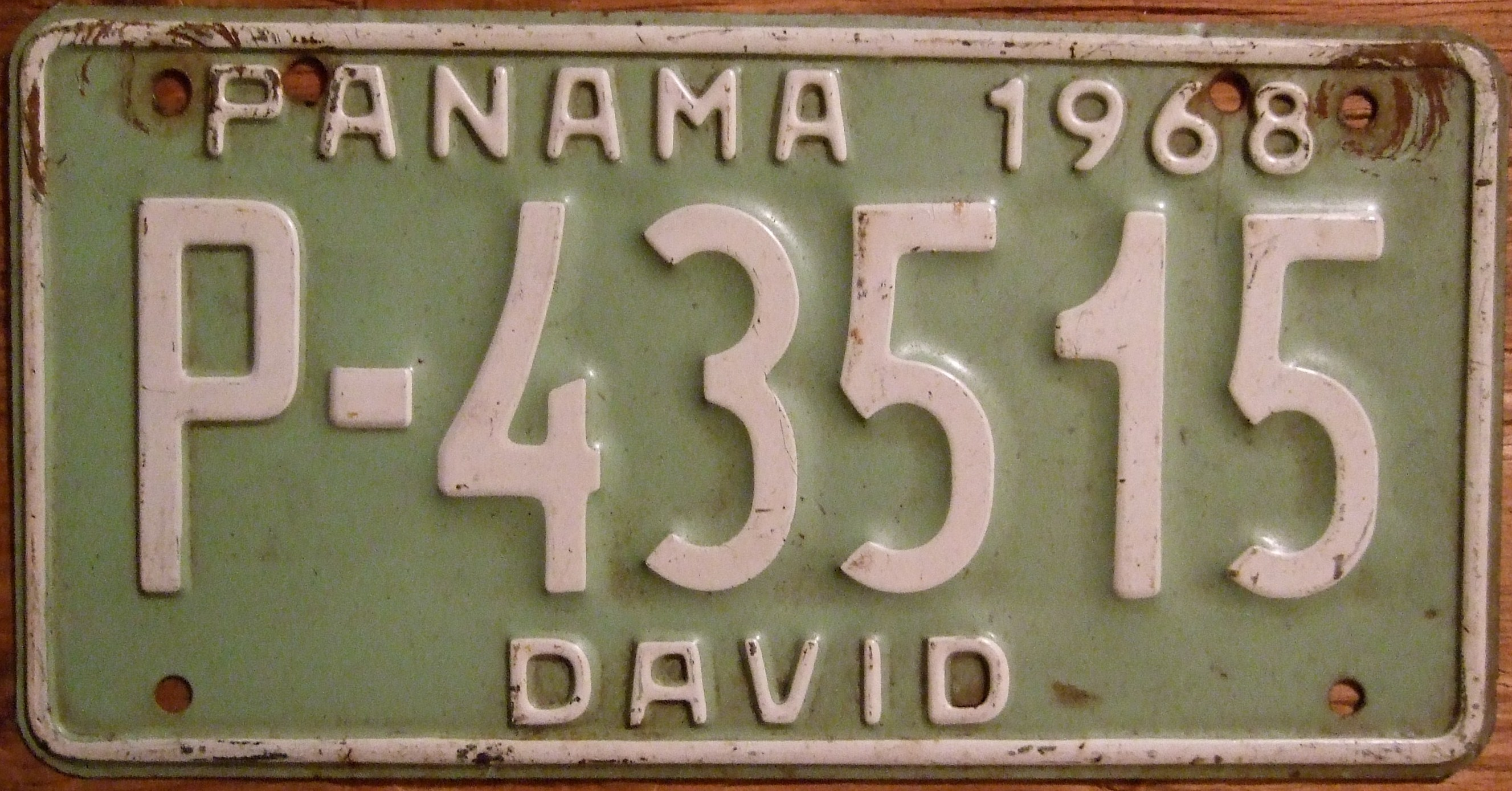
1968
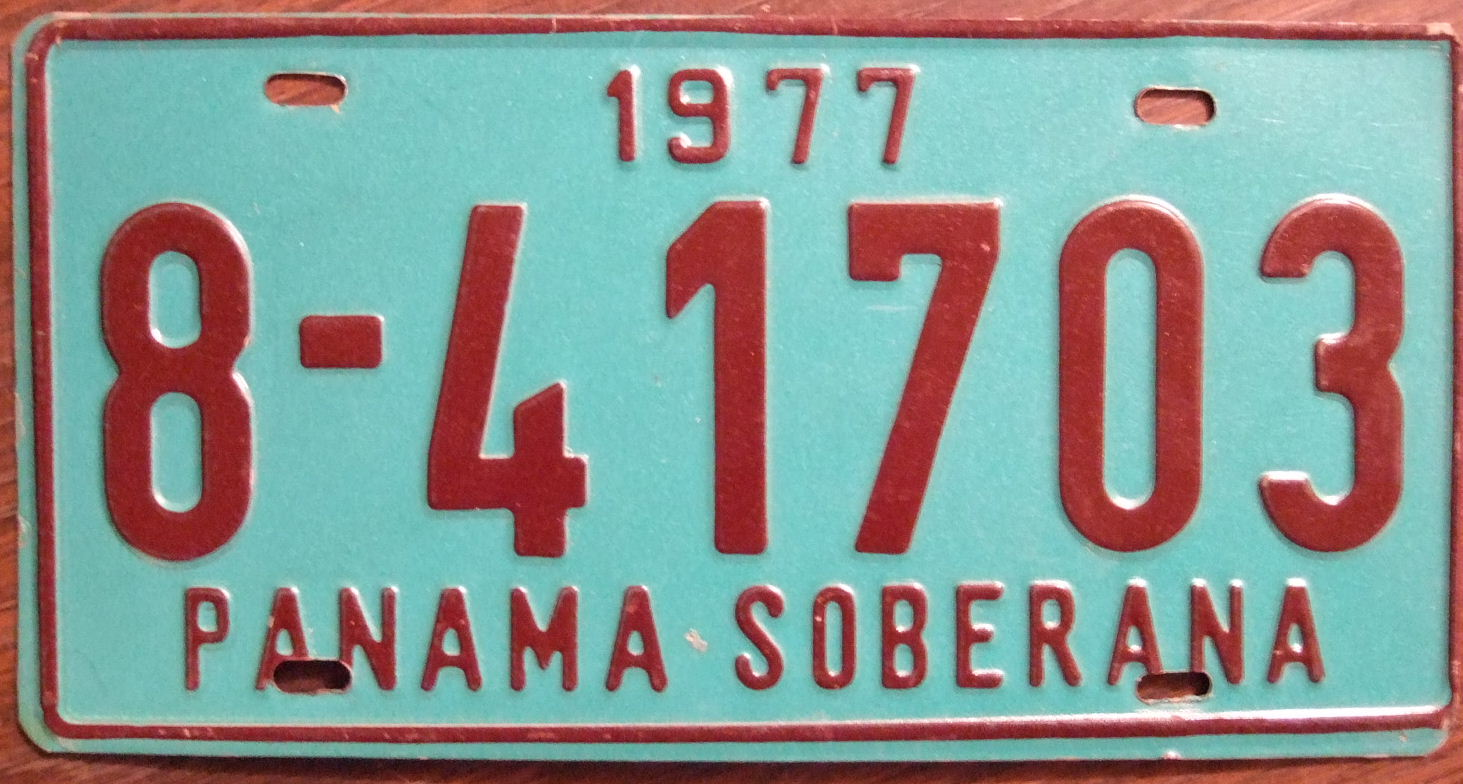
1977
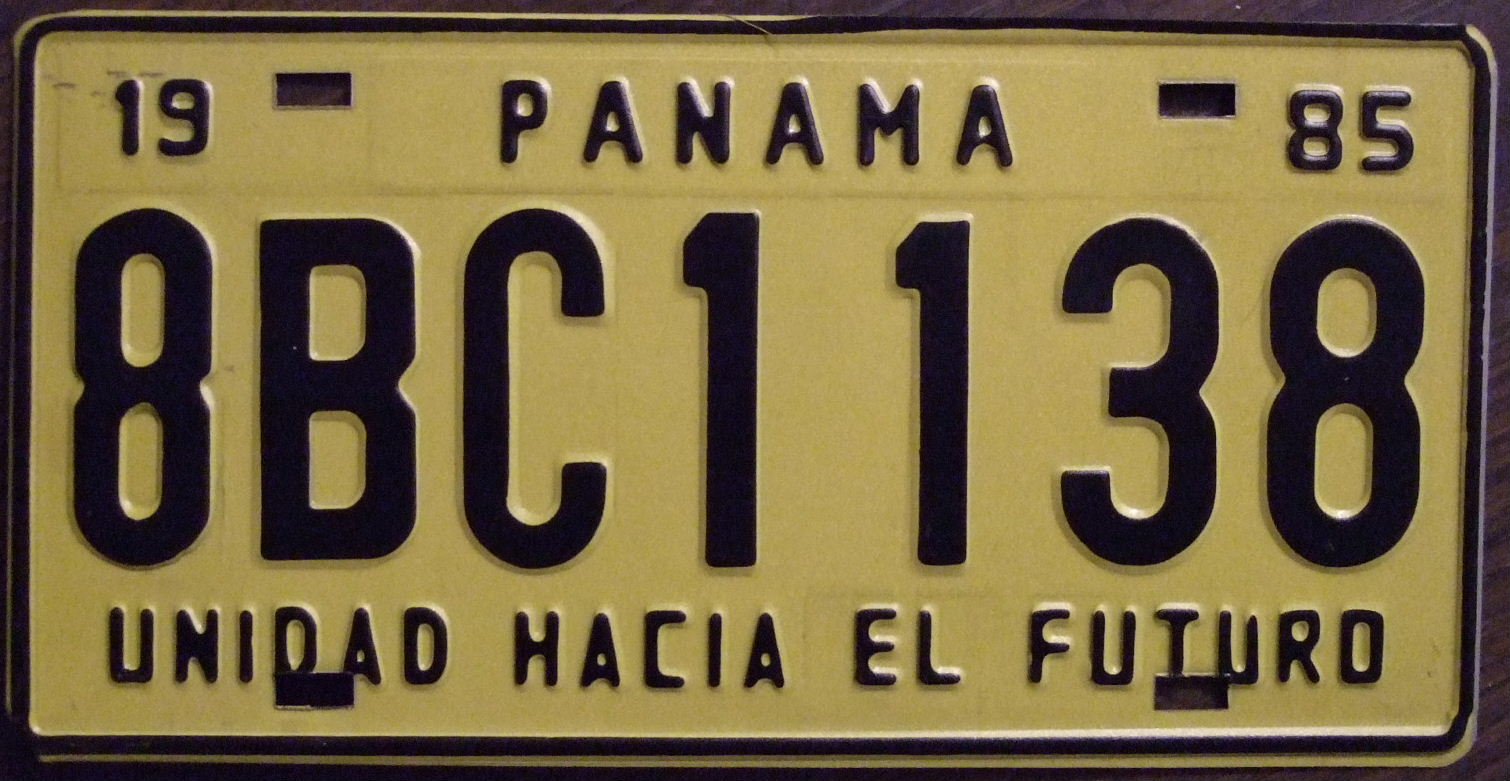
1985
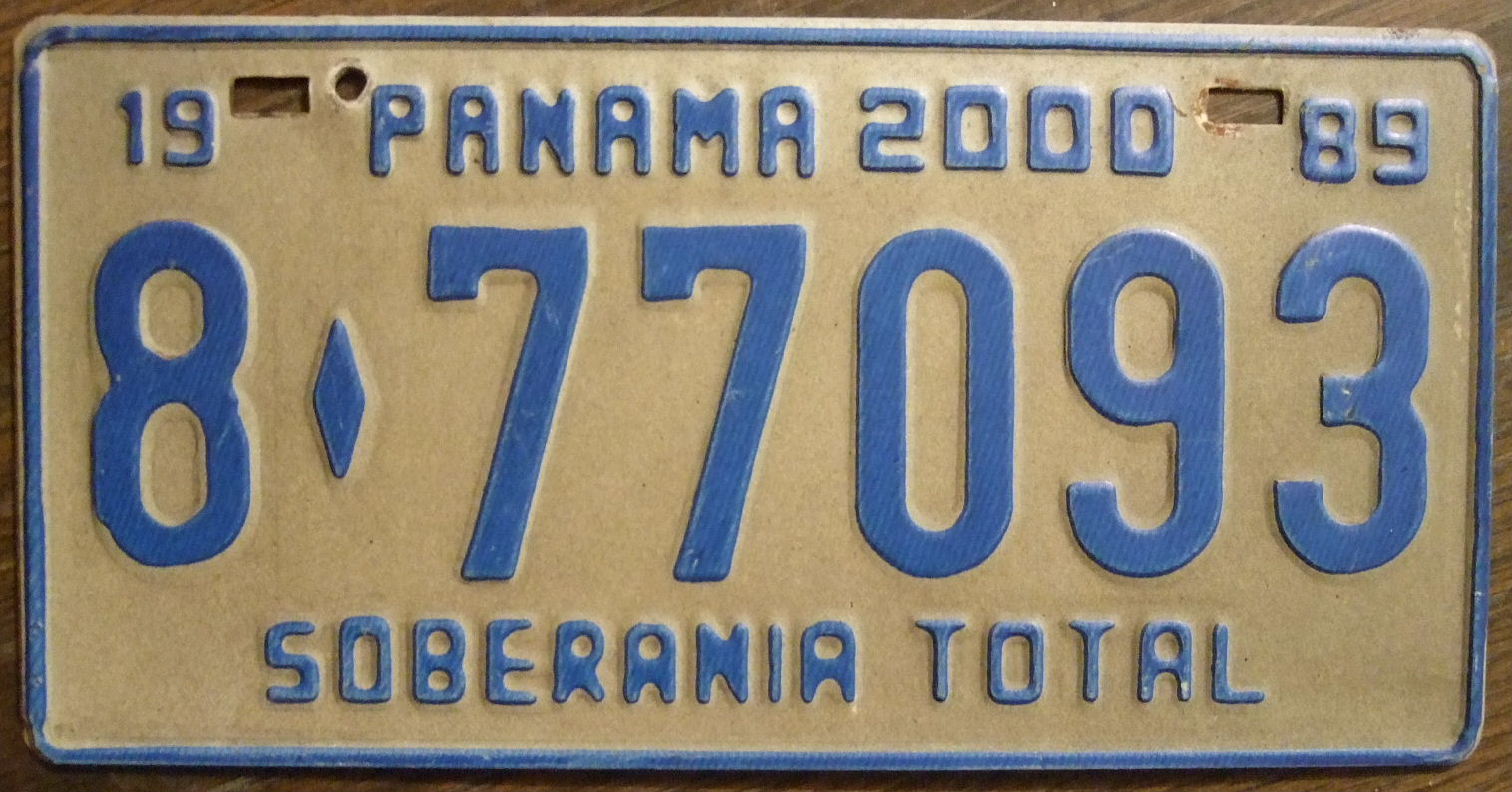
1989
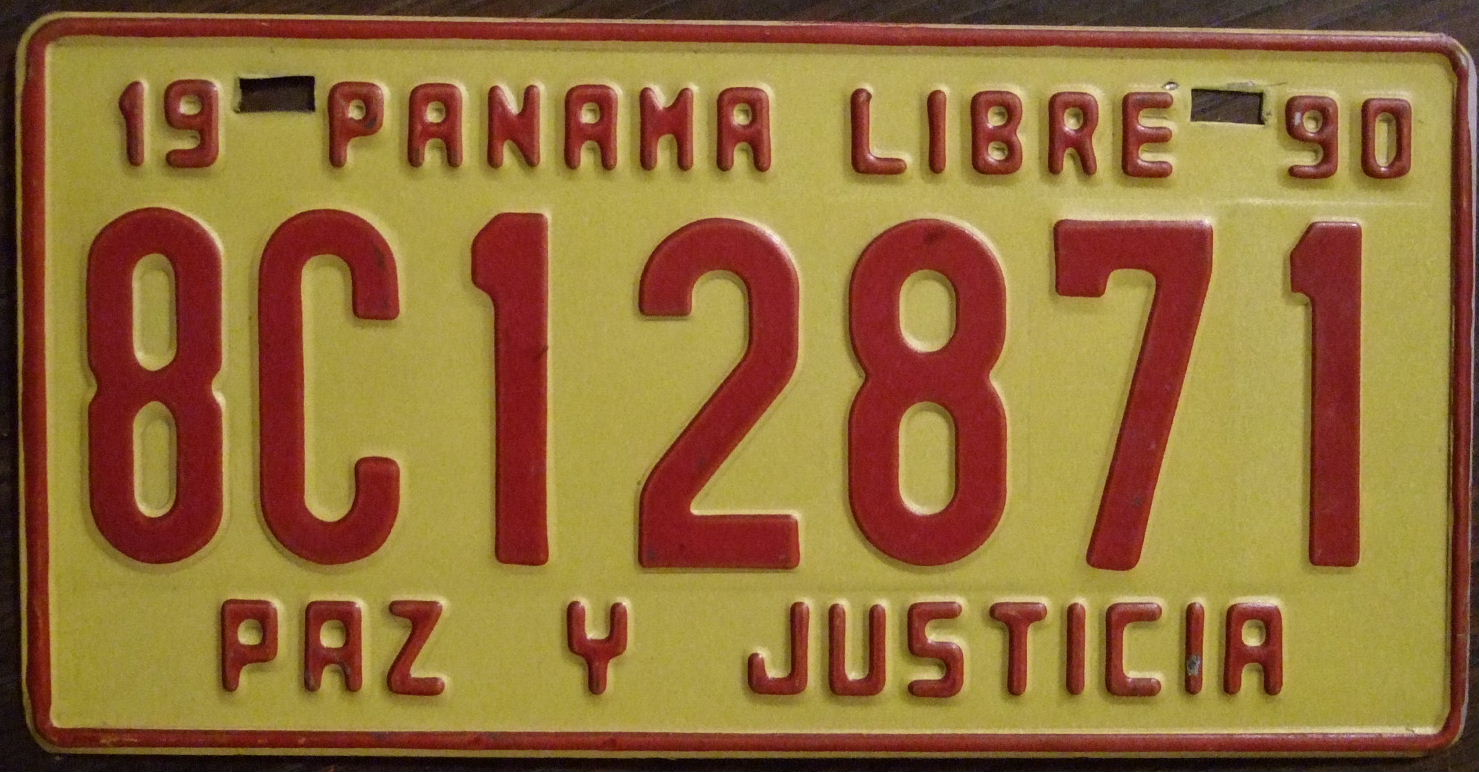
1990
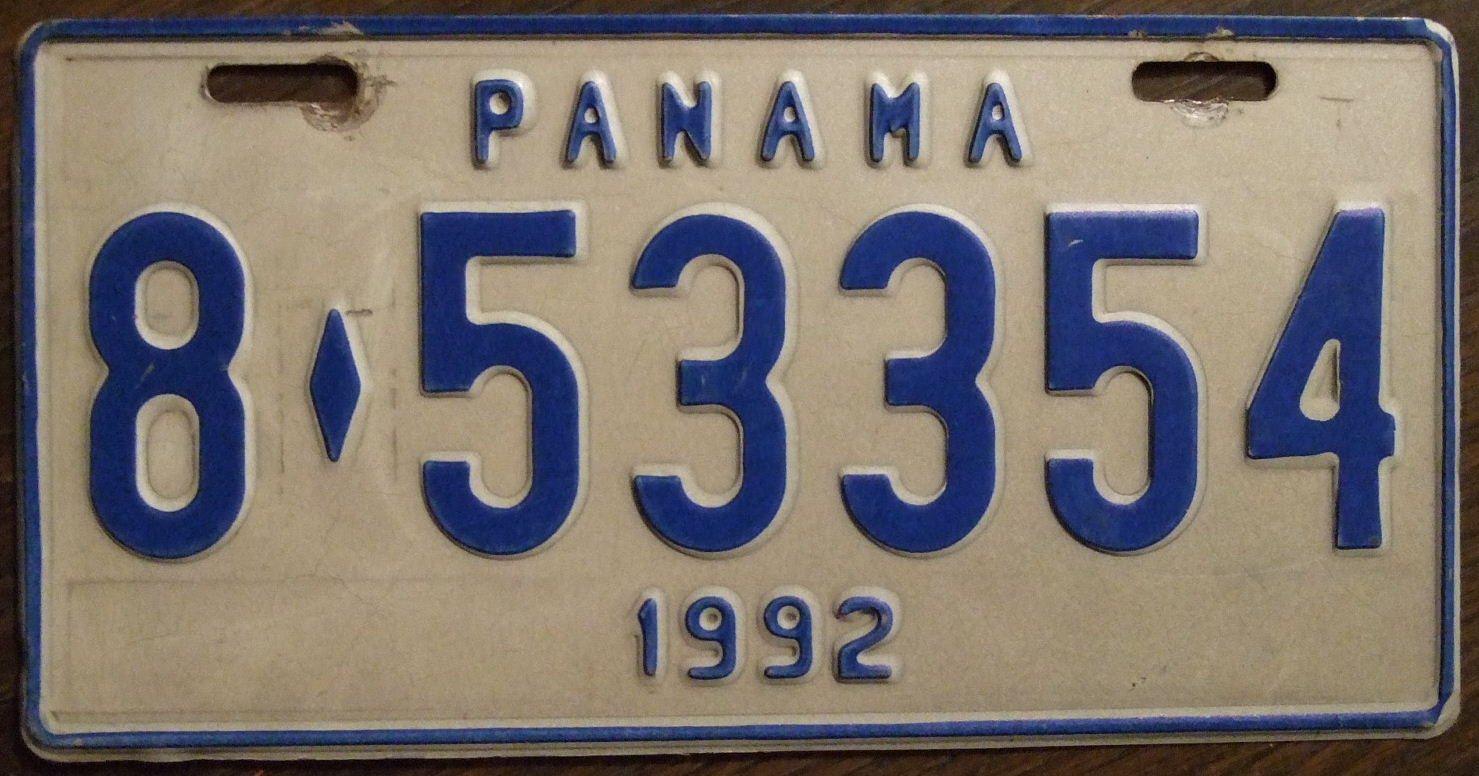
1992
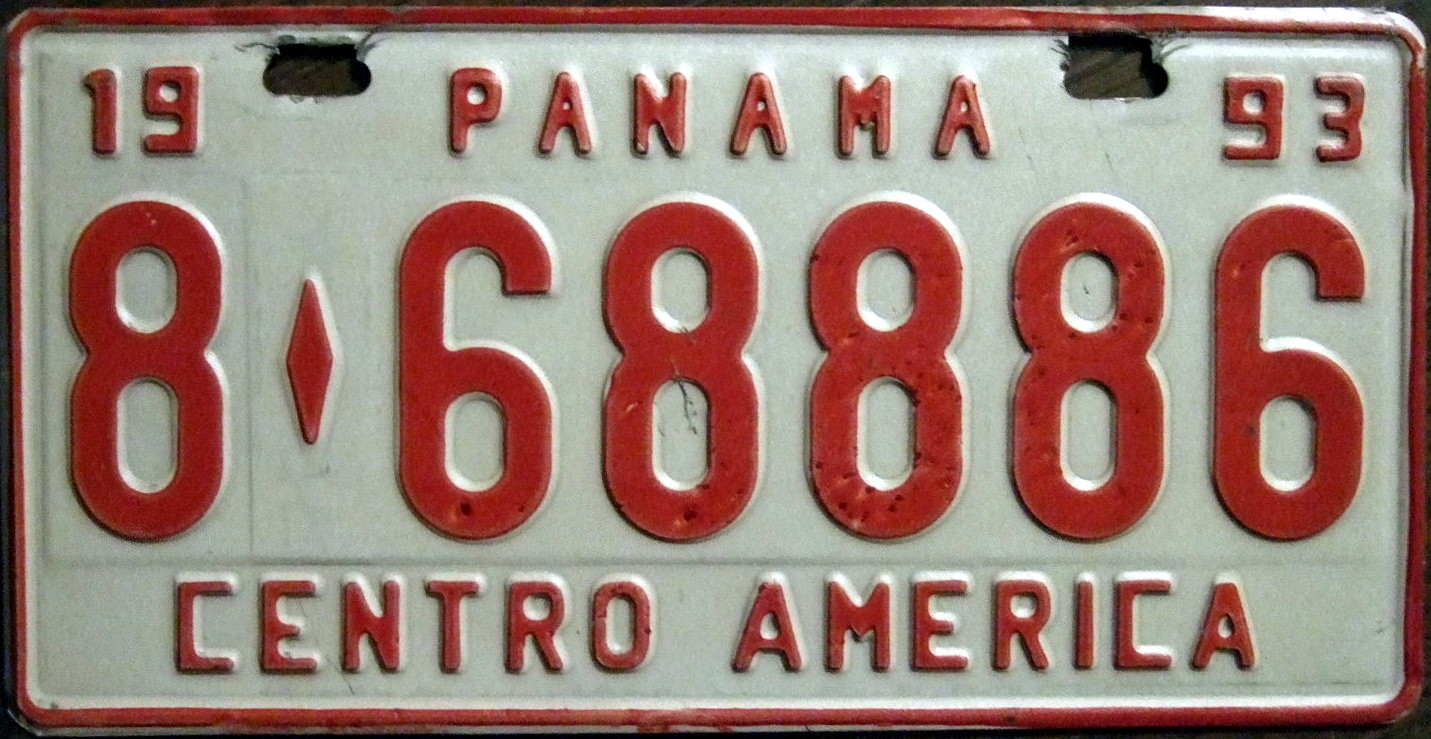
1993
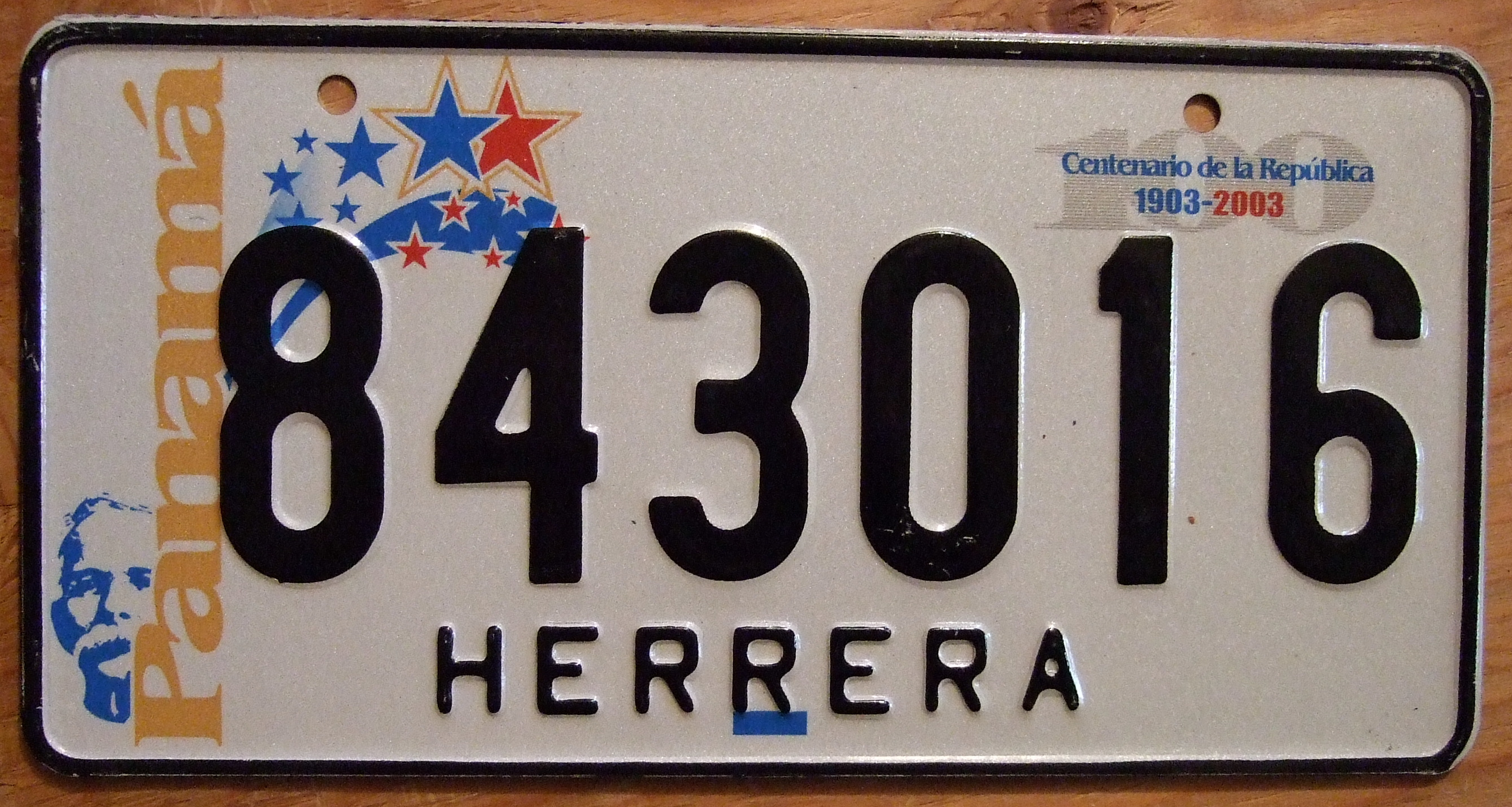
2003
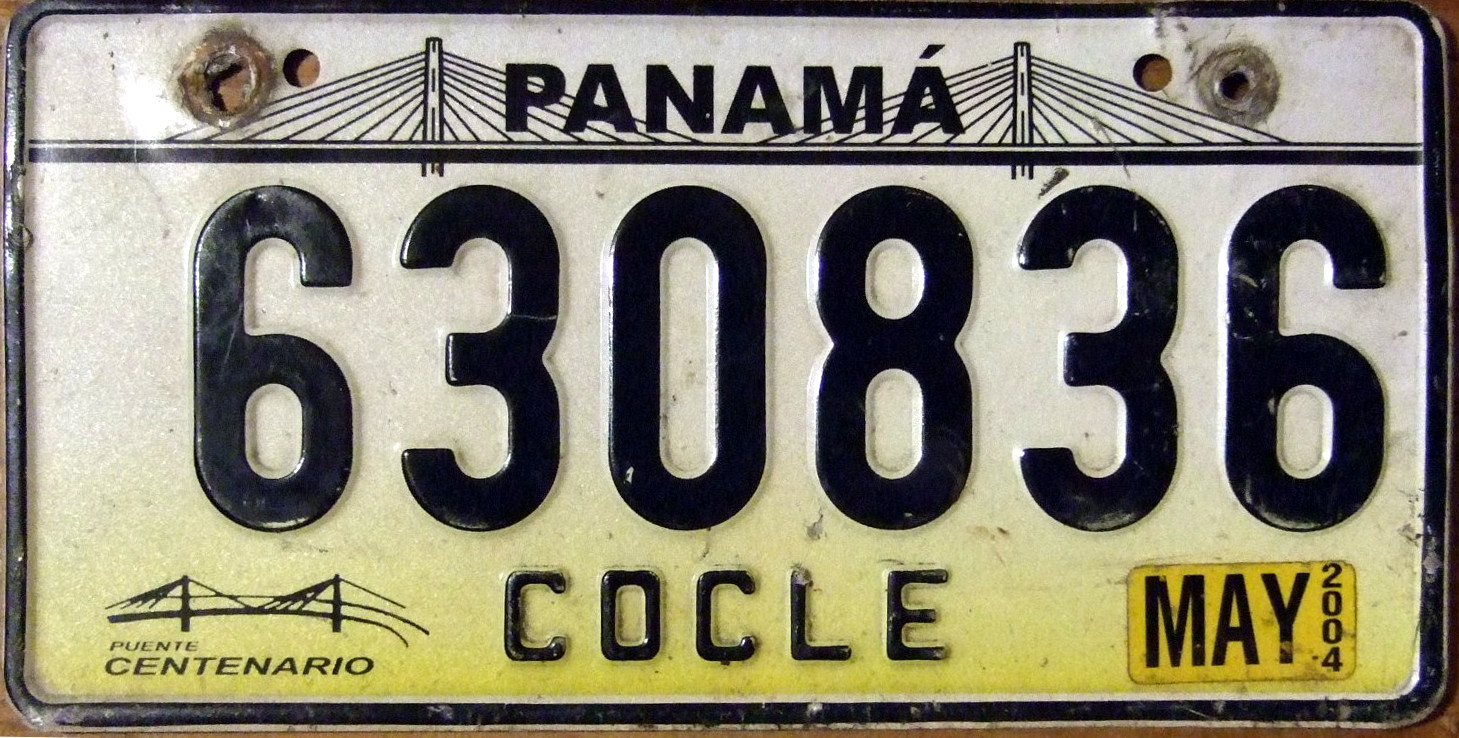
2004
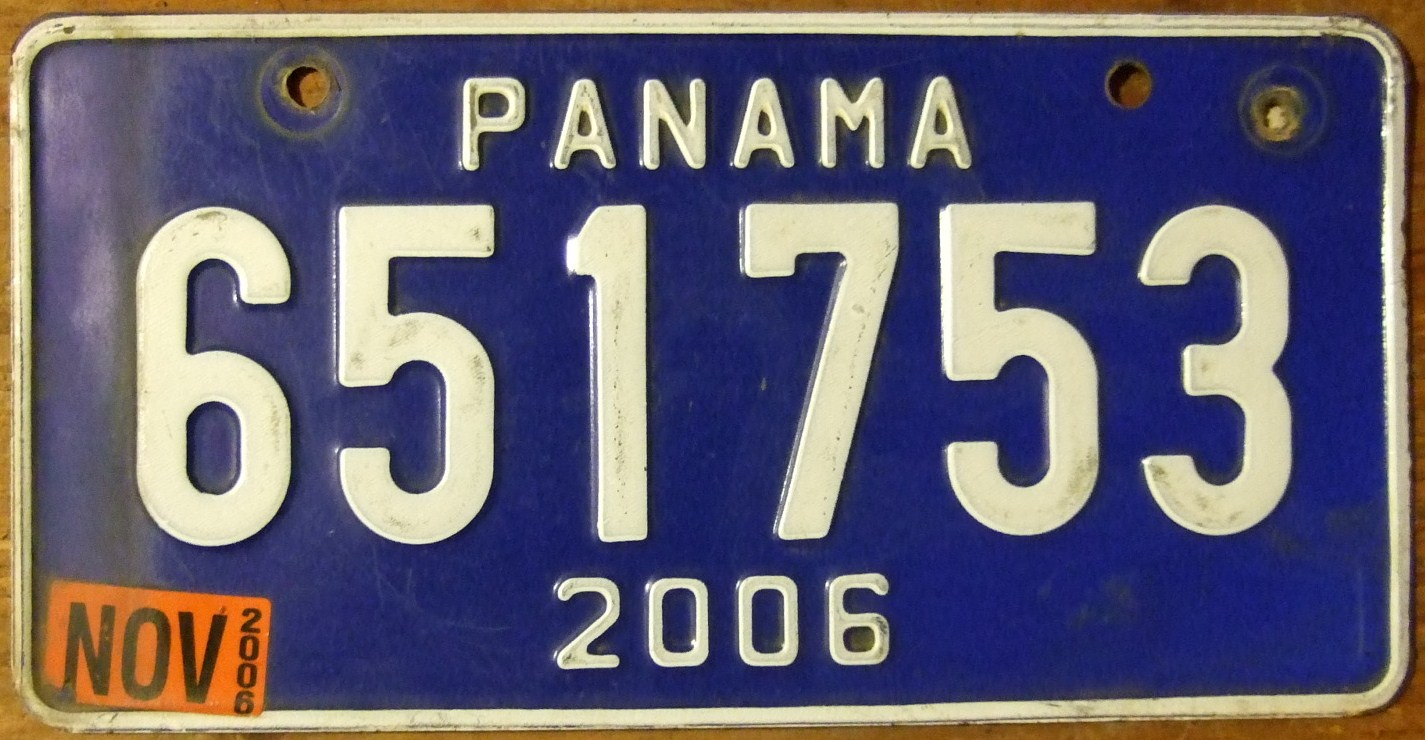
2006
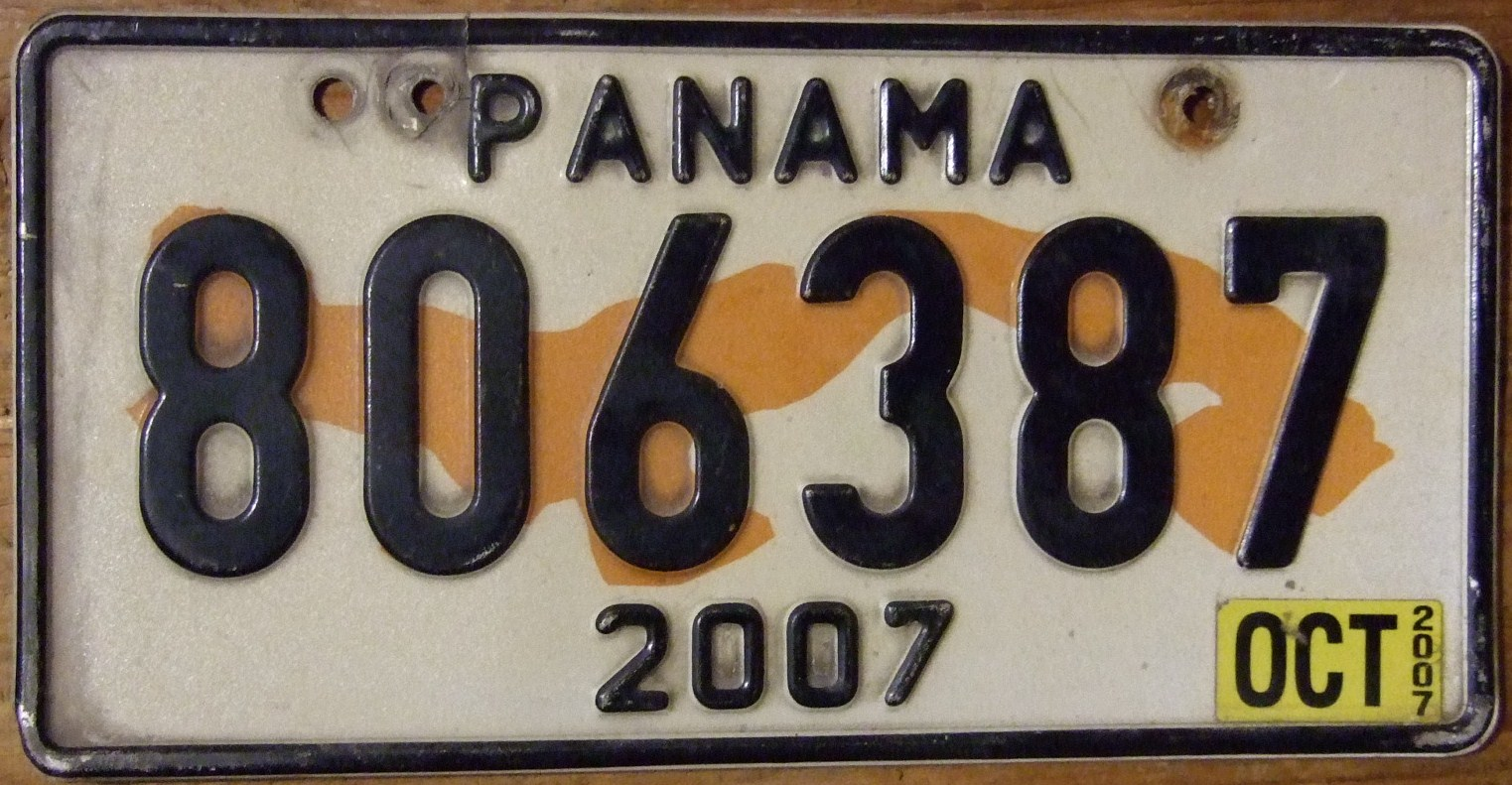
2007
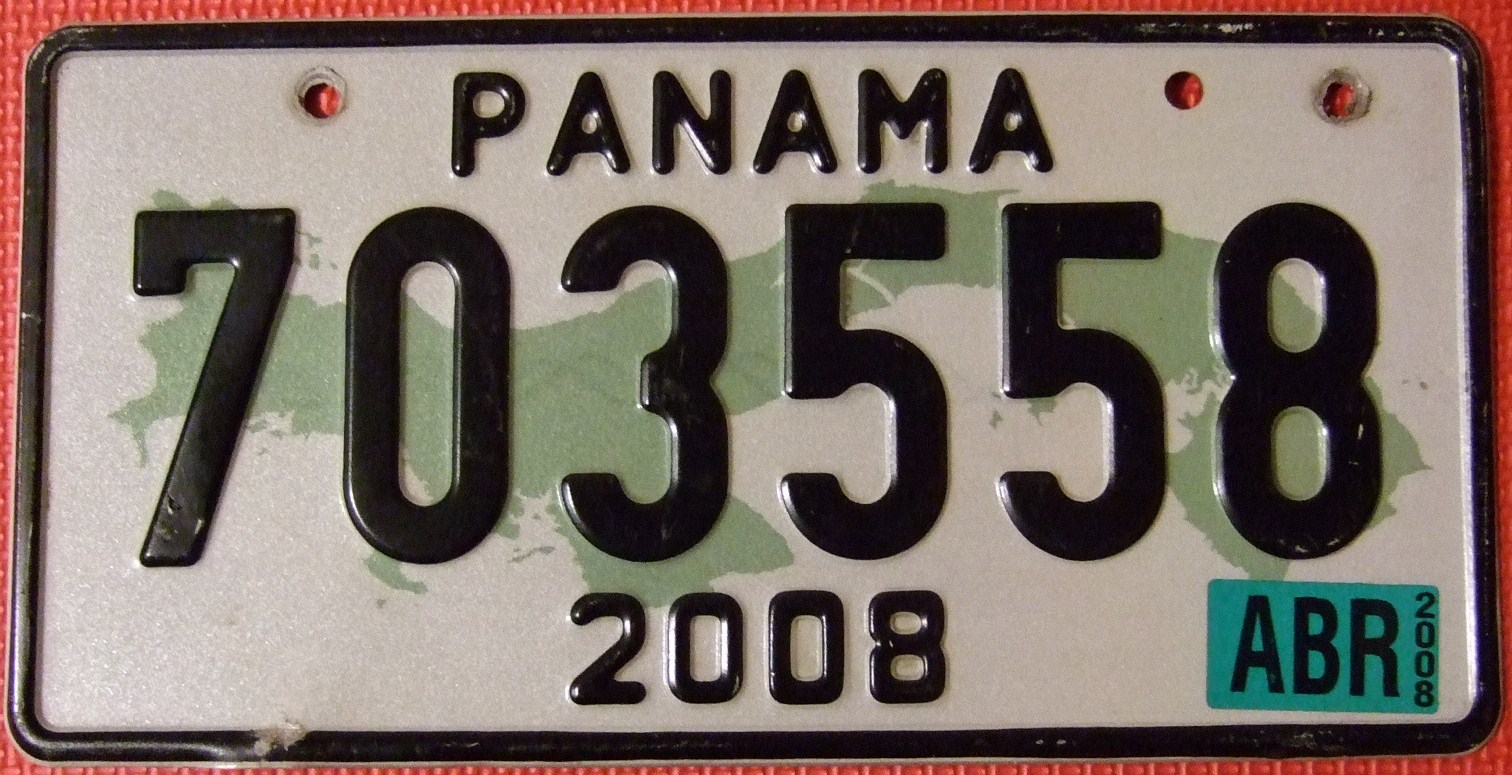
2008